# Mansour Sora Wade
Pour les articles homonymes, voir Wade.
Mansour Sora Wade est un cinéaste sénégalais né en 1952. Il réalise plusieurs films, Le Prix du Pardon en 2002.

## Biographie
Né à Dakar en 1952, Mansour Sora Wade fait ses études en France et obtient une maîtrise de cinéma à l'Université de Paris VIII. 
De retour dans son pays, il dirige les archives audiovisuelles du Ministère de la Culture de 1977 à 1985.
Il commence à réaliser des petites vidéos pour la télévision sénégalaise, mais aussi plusieurs documentaires et reportages pour la chaîne française TV5.
Contrastes (1983) est son premier court-métrage. Picc Mi, un de ses autres courts métrages, obtient en 1993 le Prix Afrique en Création ainsi que le Prix de la Paix au Festival Panafricain du Cinéma et de la Télévision de Ouagadougou (FESPACO).                                                              Le Prix du pardon (2002) est son premier long métrage de fiction. Celui-ci lui vaut le Prix du meilleur long métrage lors du 12e Festival du cinéma africain de Milan en 2002, et le Tanit d'or lors des Journées cinématographiques de Carthage la même année. Deux ans plus tard, il est membre du jury de ce même festival. Son film compte environ sept prix à travers plusieurs festivals de films dans le monde. En 2009, il réalise son deuxième long métrage, Les feux de Mansaré.

## Filmographie
- 1979 : Avare et l'étranger
- 1979 : Lambju Mag II
- 1979 : Big Beddel
- 1983 : Contrastes (CM)
- 1989 : Fary l'ânesse (CM)
- 1990 : Taal Pexx
- 1991 : Dix mille ans de cinema
- 1992 : Picc Mi (CM)
- 1993 : Aida Souka
- 1994 : Iso lo (documentaire sur la tournée d'Ismael Lô)
- 1996 : plasticienne de Ouakam
- 1996 : laveur du Banco
- 2002 : Ndeysaan ou Le Prix du pardon (LM)
- 2009 : Les feux de Mansaré (LM)